# Rineloricaria longicauda
Rineloricaria longicauda es una especie de peces de la familia Loricariidae en el orden de los Siluriformes.

## Morfología
Los machos pueden llegar alcanzar los 13,2 cm de longitud total.

## Distribución geográfica
Se encuentra en ríos costeros del estado de Río Grande del Sur (Brasil).